# Albi di Morgan Lost
Elenco delle pubblicazioni relative al fumetto Morgan Lost. 
La prima serie omonima si è conclusa dopo 24 numeri a settembre 2017. A novembre 2017 esordisce una nuova stagione della serie, con formato più grande e una foliazione di sessantaquattro pagine, denominata Morgan Lost - Dark Novels conclusasi nell'agosto del 2018 dopo dieci numeri. Dopo la prima parte divisa in due albi di una storia team up tra Morgan Lost e Dylan Dog, esordisce una terza stagione intitolata Morgan Lost - Black Novels a partire da febbraio 2019 e chiusa a luglio dello stesso anno dopo sei numeri. Al termine di questa stagione esce la seconda parte, sempre divisa in due albi, del team up con Dylan Dog. Il primo albo delle Black Novels è l'unico completamente a colori, mentre i successivi albi sono in bianco e nero, abbandonando quindi la tricromia caratteristica delle prime due serie. A dicembre 2019 esce la quarta serie denominata Morgan Lost - Night Novels composta da otto albi, a cui fa seguito un ulteriore team up con Dylan Dog di due albi, prosecuzione del precedente. A luglio 2021 esce la quinta serie intitolata Scream Novels che mantiene le caratteristiche della terza e quarta, mentre l'anno successivo, sempre nel mese di luglio, esce la sesta serie intitolata Fear Novels che si conclude dopo 8 albi. Dopo una pausa di alcuni mesi, ad ottobre 2023 esce la settima serie intitolata Nuove Origini che dal quarto albo passa dalla consueta cadenza mensile ad una bimestrale. Col nono albo di questa serie, la testata chiude definitivamente.
Nel maggio del 2016 viene pubblicato un cartonato contenente i primi due albi della serie: L'uomo dell'ultima notte e Non lasciarmi. 
Nell'agosto del 2016 è stata varata una nuova serie annuale di speciali dedicata a Brendon, il cui primo numero vede il protagonista dividere la scena con lo stesso Morgan Lost. Caratteristica dell'albo è che le parti che vedono protagonisti Brendon e i personaggi del suo mondo sono a colori, mentre quelle dedicate a Morgan sono rese in tricromia.
Nel giugno 2020 viene pubblicato un cartonato contenente i primi due albi del crossover con Dylan Dog.

## Morgan Lost
Soggetto e sceneggiatura di tutti gli albi ad opera di Claudio Chiaverotti. Copertine realizzate da Fabrizio De Tommaso e colori di Arancia Studio.
| Nr | Titolo                          | Data pubblicazione | Disegni                  |
| -- | ------------------------------- | ------------------ | ------------------------ |
| 1  | L'uomo dell'ultima notte        | ottobre 2015       | Michele Rubini           |
| 2  | Non lasciarmi                   | novembre 2015      | Giovanni Talami          |
| 3  | Mister Sandman                  | dicembre 2015      | Giovanni Freghieri       |
| 4  | La rosa nera                    | gennaio 2016       | Val Romeo                |
| 5  | L'orologio del tempo            | febbraio 2016      | Giuseppe Liotti          |
| 6  | I coniugi Rabbit                | marzo 2016         | Cristiano Spadavecchia   |
| 7  | Vulcano 7                       | aprile 2016        | Andrea Fattori           |
| 8  | Per morte e per amore           | maggio 2016        | Vincenzo Bufi            |
| 9  | Megamultiplex                   | giugno 2016        | Lola Airaghi             |
| 10 | Senza nome e senza volto        | luglio 2016        | Marco Perugini           |
| 11 | L'ombra dello sciacallo         | agosto 2016        | Max Bertolini            |
| 12 | Killer Clown                    | settembre 2016     | Val Romeo                |
| 13 | Il segreto di Juliet            | ottobre 2016       | Luca Raimondo            |
| 14 | Una vita perfetta               | novembre 2016      | Max Bertolini            |
| 15 | I canti dei morti               | dicembre 2016      | Cristiano Spadavecchia   |
| 16 | Ricordati di Elizabeth          | gennaio 2017       | Giuseppe Liotti          |
| 17 | Jerome X                        | febbraio 2017      | Alessandro Pastrovicchio |
| 18 | Le lacrime del diavolo          | marzo 2017         | Val Romeo                |
| 19 | Memorie di una telecamera       | aprile 2017        | Cristiano Spadavecchia   |
| 20 | Sogni di qualcun altro          | maggio 2017        | Giovanni Talami          |
| 21 | La trama di Oz                  | giugno 2017        | Andrea Fattori           |
| 22 | Il silenzio alla fine del mondo | luglio 2017        | Marco Perugini           |
| 23 | La zona d'ombra                 | agosto 2017        | Ennio Bufi               |
| 24 | Serial toons                    | settembre 2017     | Alessandro Pastrovicchio |

## Morgan Lost - Dark Novels
Soggetto e sceneggiatura di tutti gli albi ad opera di Claudio Chiaverotti. Copertine realizzate da Fabrizio De Tommaso e colori di Arancia Studio. 
| Nr | Nr | Titolo                       | Data pubblicazione | Disegni                            |
| -- | -- | ---------------------------- | ------------------ | ---------------------------------- |
| 0  | 25 | Origini                      | novembre 2017      | Val Romeo                          |
| 1  | 26 | La sindrome di Biancaneve    | dicembre 2017      | Max Bertolini                      |
| 2  | 27 | Il signore della morte       | gennaio 2018       | Val Romeo                          |
| 3  | 28 | L'inferno che cammina        | febbraio 2018      | Giovanni Talami                    |
| 4  | 29 | Perché un assassino          | marzo 2018         | Marco Perugini                     |
| 5  | 30 | Rabbits VS Wallendream       | aprile 2018        | Ennio Bufi                         |
| 6  | 31 | L'uomo che uccise Anna Freud | maggio 2018        | Val Romeo                          |
| 7  | 32 | Dove muoiono i clown         | giugno 2018        | Lola Airaghi, Giovanni Talami      |
| 8  | 33 | Lisbeth                      | luglio 2018        | Mirco Pierfederici, Andrea Fattori |
| 9  | 34 | Ricordi                      | agosto 2018        | Corrado Roi                        |

## Morgan Lost - Black Novels
Soggetto e sceneggiatura di tutti gli albi ad opera di Claudio Chiaverotti. Copertine realizzate da Fabrizio De Tommaso e colori del primo numero di Arancia Studio.
| Nr | Nr | Titolo                            | Data pubblicazione | Disegni                        |
| -- | -- | --------------------------------- | ------------------ | ------------------------------ |
| 1  | 37 | I colori del male                 | febbraio 2019      | Giovanni Talami                |
| 2  | 38 | Il Babau                          | marzo 2019         | Ennio Bufi                     |
| 3  | 39 | Ritratto di famiglia in nero      | aprile 2019        | Max Bertolini                  |
| 4  | 40 | Ucciderò Morgan Lost              | maggio 2019        | Antonello Becciu               |
| 5  | 41 | Nessun gufo in Alabama            | giugno 2019        | Lola Airaghi e Giovanni Talami |
| 6  | 42 | Le storie che non vogliono finire | luglio 2019        | Val Romeo                      |

## Morgan Lost - Night Novels
Soggetto e sceneggiatura di tutti gli albi ad opera di Claudio Chiaverotti. Copertine realizzate da Fabrizio De Tommaso.
| Nr | Nr | Titolo                         | Data pubblicazione | Disegni                                  |
| -- | -- | ------------------------------ | ------------------ | ---------------------------------------- |
| 1  | 45 | Il fine ultimo della creazione | dicembre 2019      | Giovanni Talami                          |
| 2  | 46 | Bloody Bunny                   | gennaio 2020       | Val Romeo                                |
| 3  | 47 | Il libro dei morti             | febbraio 2020      | Antonello Becciu                         |
| 4  | 48 | Max Wonder non deve morire     | marzo 2020         | Giovanni Talami, Alfredo Orlandi         |
| 5  | 49 | Il ritorno di Anja             | aprile 2020        | Val Romeo                                |
| 6  | 50 | Gli altri di noi               | maggio 2020        | Alfredo Orlandi                          |
| 7  | 51 | Solo un'altra storia d'amore   | giugno 2020        | Matteo Mosca, Giovanni Talami            |
| 8  | 52 | La mente di ghiaccio           | luglio 2020        | Val Romeo, Giovanni Talami, Matteo Mosca |

## Morgan Lost - Scream Novels
Soggetto e sceneggiatura di tutti gli albi ad opera di Claudio Chiaverotti. Copertine realizzate da Fabrizio De Tommaso.
| Nr | Nr | Titolo                   | Data pubblicazione | Disegni          |
| -- | -- | ------------------------ | ------------------ | ---------------- |
| 1  | 55 | Il silenzio della neve   | luglio 2021        | Giovanni Talami  |
| 2  | 56 | La notte degli Stranieri | agosto 2021        | Luca Maresca     |
| 3  | 57 | Gli inganni della Luna   | settembre 2021     | Matteo Mosca     |
| 4  | 58 | La donna che sorride     | ottobre 2021       | Matteo Mosca     |
| 5  | 59 | Il Re delle mosche       | novembre 2021      | Nicolò Assirelli |
| 6  | 60 | La paziente 71           | dicembre 2021      | Luca Maresca     |

## Morgan Lost - Fear Novels
Soggetto e sceneggiatura di tutti gli albi ad opera di Claudio Chiaverotti. Copertine realizzate da Fabrizio De Tommaso.
| Nr | Nr | Titolo                       | Data pubblicazione | Disegni                        |
| -- | -- | ---------------------------- | ------------------ | ------------------------------ |
| 1  | 61 | L'uomo dell'Altroquando      | luglio 2022        | Giovanni Talami e Lola Airaghi |
| 2  | 62 | Final cut                    | agosto 2022        | Andrea Fattori                 |
| 3  | 63 | Il proiezionista             | settembre 2022     | Luca Maresca                   |
| 4  | 64 | La tana del Bianconiglio     | ottobre 2022       | Giovanni Talami                |
| 5  | 65 | La casa delle bambole        | novembre 2022      | Matteo Mosca e Andrea Fattori  |
| 6  | 66 | Excalibur                    | dicembre 2022      | Francesco Francini             |
| 7  | 67 | L'ultimo giorno dell'umanità | gennaio 2023       | Matteo Mosca                   |
| 8  | 68 | Le memorie di Alatriste      | febbraio 2023      | Luca Maresca                   |

## Morgan Lost - Nuove Origini
Soggetto e sceneggiatura di tutti gli albi ad opera di Claudio Chiaverotti. Copertine realizzate da Fabrizio De Tommaso.
| Nr | Nr | Titolo                         | Data pubblicazione | Disegni                                           |
| -- | -- | ------------------------------ | ------------------ | ------------------------------------------------- |
| 1  | 69 | La vita sognata dai demoni     | ottobre 2023       | Giovanni Talami                                   |
| 2  | 70 | La luce sugli oceani           | novembre 2023      | Matteo Mosca                                      |
| 3  | 71 | Vent'anni di buio              | dicembre 2023      | Giovanni Talami, Matteo Mosca, Luca Maresca       |
| 4  | 72 | Gli istanti prima del Big Bang | febbraio 2024      | Riccardo Innocenti, Giovanni Talami               |
| 5  | 73 | The Splatter Funny Show        | aprile 2024        | Matteo Mosca, Riccardo Innocenti, Giovanni Talami |
| 6  | 74 | Infinity                       | giugno 2024        | Francesco Francini, Ivan Zoni                     |
| 7  | 75 | Le cose cattive                | agosto 2024        | Andrea Fattori                                    |
| 8  | 76 | I cancelli del cielo           | ottobre 2024       | Giovanni Talami                                   |
| 9  | 77 | Le fate d'inverno              | dicembre 2024      | Matteo Mosca e Giovanni Talami                    |

## Morgan Lost & Dylan Dog
Copertine realizzate da Fabrizio De Tommaso e colori di Arancia Studio. Nonostante sul sito della casa editrice gli albi n. 3 e 4 siano correttamente numerati, gli albi stessi riportano invece i numeri di pubblicazione 1 e 2. Lo stesso disallineamento si ripete con gli albi n. 5 e 6, correttamente numerati sul sito della casa editrice, ma riportanti ancora i numeri di pubblicazione 1 e 2 sugli albi stessi.
| Nr | Nr | Titolo                   | Data pubblicazione | Soggetto                                | Sceneggiatura       | Disegni        |
| -- | -- | ------------------------ | ------------------ | --------------------------------------- | ------------------- | -------------- |
| 1  | 35 | Incubi e serial killer   | dicembre 2018      | Claudio Chiaverotti e Roberto Recchioni | Claudio Chiaverotti | Val Romeo      |
| 2  | 36 | Londra in rosso e grigio | gennaio 2019       | Claudio Chiaverotti e Roberto Recchioni | Claudio Chiaverotti | Val Romeo      |
| 3  | 43 | Il mietitore             | agosto 2019        | Claudio Chiaverotti e Roberto Recchioni | Claudio Chiaverotti | Andrea Fattori |
| 4  | 44 | Il ritorno dell'oscurità | settembre 2019     | Claudio Chiaverotti e Roberto Recchioni | Claudio Chiaverotti | Andrea Fattori |
| 5  | 53 | Mister Fear              | agosto 2020        | Claudio Chiaverotti                     | Claudio Chiaverotti | Max Bertolini  |
| 6  | 54 | Per colpa dell'Inferno   | settembre 2020     | Claudio Chiaverotti                     | Claudio Chiaverotti | Max Bertolini  |

## Speciali
| Serie                  | Anno | Titolo                | Soggetto - Sceneggiatura | Disegni            | Colori         | Copertina           |
| ---------------------- | ---- | --------------------- | ------------------------ | ------------------ | -------------- | ------------------- |
| Speciale Brendon n. 13 | 2016 | La mappa delle stelle | Claudio Chiaverotti      | Giovanni Freghieri | Arancia Studio | Fabrizio De Tommaso |

## Volumi da libreria
| Nr. | Anno | Titolo                                          | Soggetto                               | Sceneggiatura       | Disegni                         | Colori         | Copertina           |
| --- | ---- | ----------------------------------------------- | -------------------------------------- | ------------------- | ------------------------------- | -------------- | ------------------- |
| 1   | 2016 | L'uomo dell'ultima notte                        | Claudio Chiaverotti                    | Claudio Chiaverotti | Michele Rubini, Giovanni Talami | Arancia Studio | Fabrizio De Tommaso |
| 2   | 2020 | Morgan Lost & Dylan Dog. Incubi e serial killer | Claudio Chiaverotti, Roberto Recchioni | Claudio Chiaverotti | Val Romeo                       | Arancia Studio | Fabrizio De Tommaso |